# Carlo Maria Buonaparte
Carlo Maria Buonaparte (Ajaccio, 27 marzo 1746 – Montpellier, 24 febbraio 1785) è stato un avvocato, generale e politico italiano, padre dell'Imperatore dei francesi Napoleone Bonaparte e nonno di Napoleone III.

## Biografia
Carlo Maria Buonaparte nacque il 27 marzo 1746 ad Ajaccio, in Corsica, all'epoca parte della Repubblica genovese. Figlio di Giuseppe Buonaparte e Maria Saveria Paravicini (1715 - prima del 1750), aveva una sorella, Maria Gertrude, nata nel 1741, ed un fratello, Sebastiano, nato nel 1743. Una sorella minore, Marianna, non sopravvisse. Sua madre morì pochi anni dopo la sua nascita e nel 1750 suo padre si risposò con Maria Virginia Alata (n.1725), da cui non ebbe figli.
I Buonaparte dichiaravano di discendere dalla nobiltà toscana, in particolare da Guglielmo Buonaparte, membro del consiglio ghibellino di Firenze nel XIII secolo e fuggito a Sarzana quando la città passò in mano guelfa. Da lì, nel XVI secolo, Francesco Buonaparte emigrò in Corsica per tentare la fortuna, fondando il ramo dei Buonaparte corsi, cui apparteneva Carlo.
Carlo venne avviato allo studio della giurisprudenza a Pisa, ma nel 1763 morì suo padre e, in concomitanza, gli venne proposto da suo zio, l'arcidiacono Luciano Buonaparte, il matrimonio con la giovane nobildonna Letizia Ramolino, di quattordici anni, anche lei di Ajaccio con origini italiane. L'eredità paterna, sommata alla dote di Letizia, che avrebbe potuto rendere circa 10.000 franchi annui, convinse Carlo a lasciare gli studi ed a tornare ad Ajaccio, dove, il 2 giugno 1764, convolò a nozze con Letizia, che gli avrebbe dato tredici figli, di cui otto sopravvissuti.

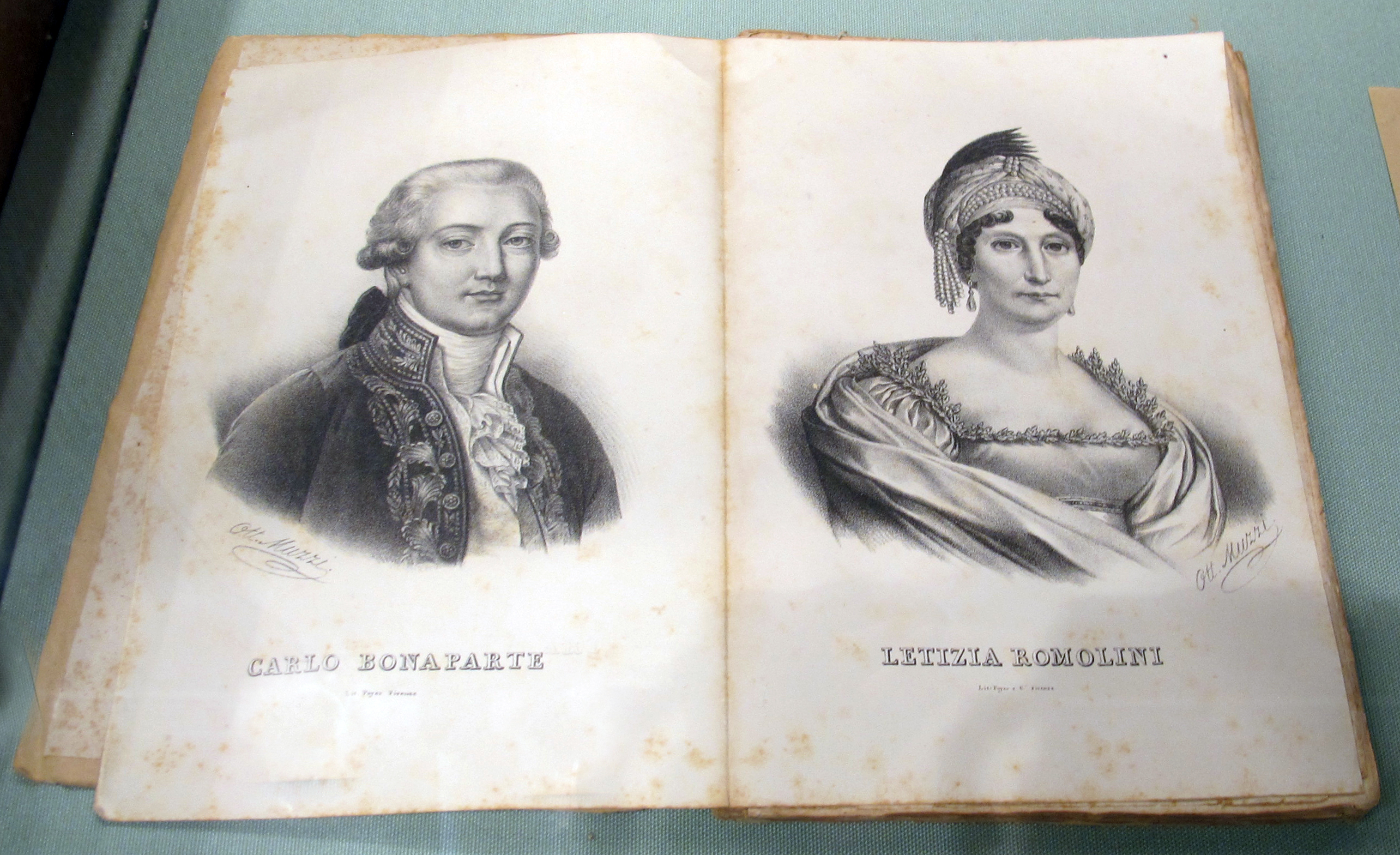
Carlo e Letizia Buonaparte

Subito dopo il matrimonio, Carlo divenne segretario del patriota repubblicano Pasquale Paoli, che guidava il principale movimento indipendentista dell'isola, fino a quando, nel 1766, si recò a Roma in qualità di ambasciatore presso Papa Clemente XIII. Rientrò precipitosamente ad Ajaccio nel 1768, pare a causa di una relazione adultera con una donna, a sua volta sposata, finita male. Nel periodo del suo ritorno si era verificata la cessione della Corsica alla Francia e la messa al bando di Paoli, che aveva risposto radunando i suoi seguaci sulle montagne di Corte e dando inizio a una strenua, seppur vana, resistenza. I Buonaparte, che ora contavano il neonato Giuseppe, terzo figlio della coppia e primo a sopravvivere, furono fra i partigiani di Paoli, seguendolo malgrado Letizia fosse nuovamente incinta, questa volta del futuro Napoleone, ma in seguito, quando la guerriglia di Paoli fu definitivamente sconfitta, riuscirono a inserirsi perfettamente nella nuova elité politica francese, stringendo amicizia col governatore Charles Réne. Il legame fu fruttuoso: oltre a lanciare la carriera politica di Carlo, Réne si occupò anche di garantire borse di studio per Giuseppe e Napoleone al Collège d'Autun di Parigi prima e, nel caso di Napoleone, alla prestigiosa Accademia militare di Brienne poi.
Quanto a Carlo, nel 1769 ottenne la patente di nobiltà, riconfermata il 13 settembre 1771, che lo riconosceva come "Nobile Patrizio di Toscana", e il dottorato in legge, malgrado non avesse mai finito gli studi, il 27 novembre 1769. Venne poi eletto, sempre grazie a René, deputato per la Corsica il 20 settembre 1769, a cui seguì una serie di incarichi sempre più prestigiosi. Nell'aprile 1770, venne insignito dell'appena creato Ordine nobiliare corso. Buonaparte divenne avvocato del Consiglio Superiore di Corsica l'11 dicembre 1769 e Procuratore Sostituto del Re di Francia ad Ajaccio nell'ottobre 1770. Divenne poi assessore della Reale Giurisdizione di Ajaccio nel febbraio 1771, Deputato della Nobiltà negli Stati Generali di Corsica dal 13 settembre 1771, Membro del Consiglio dei Dodici Nobili di Dila (Corsica Occidentale) nel maggio 1772, Deputato della Nobiltà di Corsica presso la Corte Reale di Francia nel luglio 1777 e infine nominato rappresentante della Corsica presso la Corte di Luigi XVI di Francia a Versailles nel 1778.
Nonostante tutto ciò, Buonaparte non era soddisfatto. Sprecò gran parte delle sue finanze in tentativi di acquisire più terreni e rendite, quel che rimase alimentò la sua passione per il gioco d'azzardo. In una nota del suo diario, scrisse "A Parigi ho ricevuto 4.000 franchi dal re e un compenso di 1.000 corone dal governo, ma sono tornato senza un soldo".
Nel frattempo, la sua salute peggiorava. Nel 1782, si recò a Montpellier nel tentativo di curare quello che pare essere un cancro allo stomaco, ma non si poté fare nulla e Carlo Buonaparte morì, a Montpellier, all'età di 38 anni il 24 febbraio 1785. Lasciò sua moglie vedova a 35 anni, con otto figli di cui sei a carico, il minore dei quali di soli tre mesi, e quasi senza mezzi a causa dello sperpero portato da lui avanti negli ultimi 15 anni.
Nel 1951, il suo corpo fu traslato nella Cappella Imperiale di Ajaccio, accanto a quello della moglie Letizia, morta nel 1836 e sepolta lì dal 1851.

## Discendenza

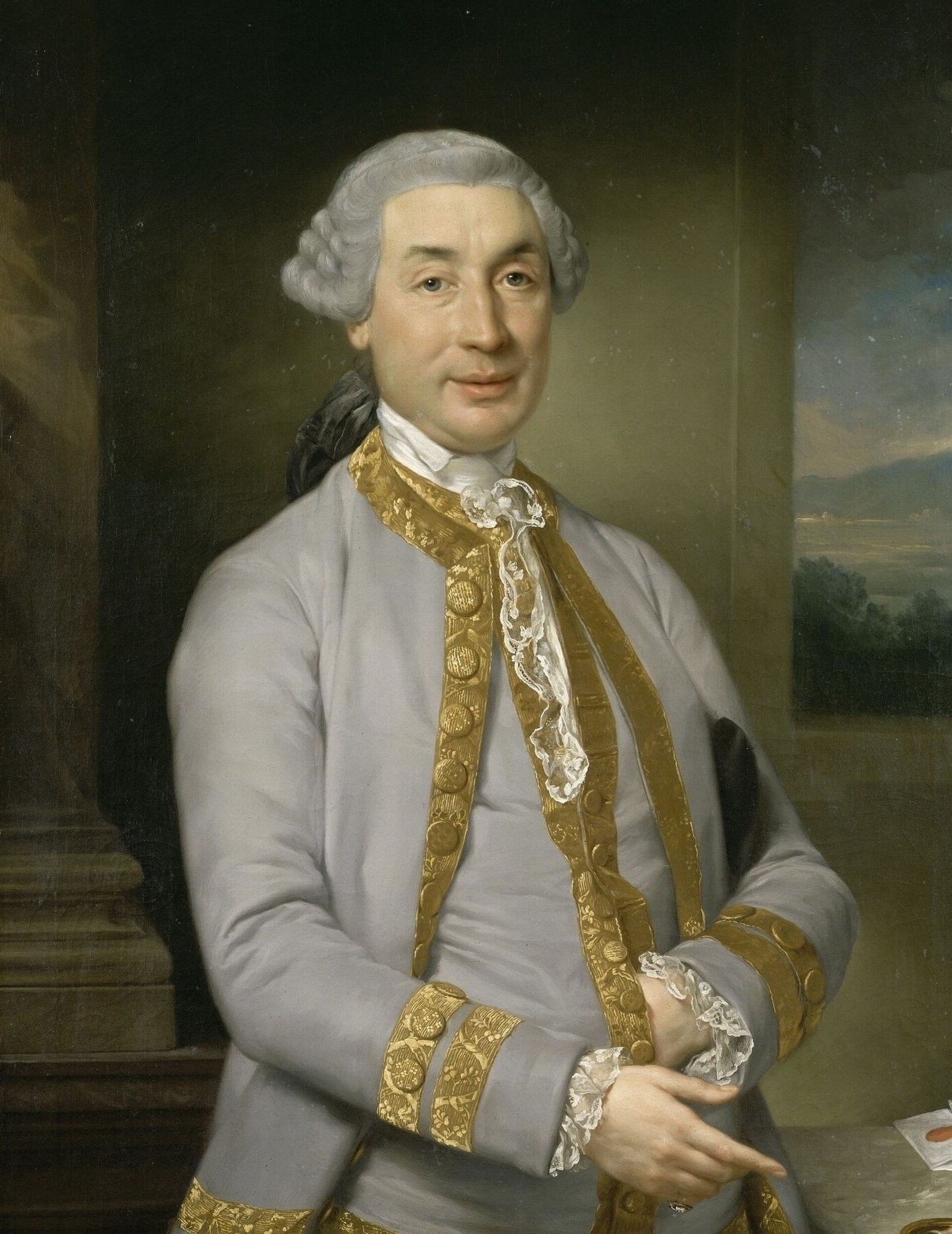
Carlo Bonaparte, Anton Raphael Mengs

Dalla moglie, Carlo Bonaparte ebbe tredici figli:
- Napoleone Bonaparte (17 agosto 1765), visse meno di un giorno.
- Maria Anna Bonaparte (3 gennaio 1767 - 1 gennaio 1768).
- Giuseppe Bonaparte (7 gennaio 1768 - 28 luglio 1844), Re di Napoli e poi Re di Spagna. Sposò Julie Clary, con discendenza. Ebbe anche discendenza illegittima.
- Napoleone Bonaparte (15 agosto 1769 – 5 maggio 1821), fra gli altri Primo Console di Francia, Imperatore dei francesi e Re d'Italia. Sposò prima Giuseppina de Beauharnais, senza discendenza, anche se adottò i suoi due figli di primo letto, e poi Maria Luisa d'Asburgo, con discendenza. Ebbe anche discendenza illegittima.
- Maria Anna Bonaparte (1770), nata morta.
- Maria Anna Bonaparte (14 luglio 1771-23 novembre 1771).
- Nato morto (1773).[16][17][18][19]
- Luciano Bonaparte (21 marzo 1775-29 giugno 1840), principe di Canino e Musignano. Sposò prima Cristina Boyer, con discendenza, e poi Alexandrine de Bleschamp, con discendenza.
- Elisa Bonaparte (3 gennaio 1777 - 7 agosto 1820), principessa di Lucca e Piombino e Granduchessa di Toscana. Sposò Felice Baciocchi, con discendenza.
- Luigi Bonaparte (2 settembre 1778 - 25 luglio 1846), re d'Olanda. Sposò sua nipote acquisita Ortensia de Beauharnais, con discendenza. Uno dei loro figli divenne l'imperatore Napoleone III. Ebbe anche discendenza illegittima.
- Paolina Bonaparte (20 ottobre 1780 – 9 giugno 1825), principessa di Sulmona e duchessa di Guastalla. Sposò prima Charles Leclerc, con discendenza, e poi Camillo Borghese, senza discendenza.
- Carolina Bonaparte (25 marzo 1782-18 maggio 1839), regina di Napoli. Sposò Gioacchino Murat, con discendenza.
- Girolamo Bonaparte (15 novembre 1784-24 giugno 1860), re di Vestfalia. Sposò prima Elisabetta Patterson, con discendenza, poi Caterina di Württemberg, con discendenza, e infine la vedova Giustina Pecori-Suárez, senza discendenza. Ebbe anche discendenza illegittima.